# ボルトカッタ
ボルトカッタ（英: bolt cutters）またはボルトカッターとは、主として番線・針金・釘・鉄筋・チェーン等を切断するのを目的とした手動式カッタである。なお、JIS規格での呼称はボルトクリッパ（英: Bolt clippers）である。プロユーザには「クリッパ」と呼ばれ、建設・土木工事業者の常用工具の1つとなっている。

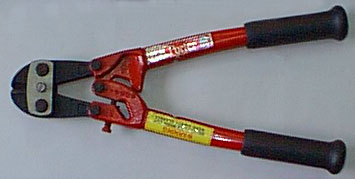
H.K.Porter Bolt cutter

## 概要
ボルトクリッパは、一般に2回の「てこの原理」を組みあわせたレバー比により、小さな力をハンドルに加える事で刃部で何十倍の大きな力となり、太い径の鋼材を簡単に切断する事ができる。刃とハンドル本体部分で構成され、「刃の調節方法」「刃の形状」「座金の形状」等は、何種類かがあり、それぞれが目的とメリット・デメリットを有しており、使用目的に応じて部品設計がなされ構成されたものであり、色々なタイプが開発・商品化されてきた。

## 技術項目の説明

### 刃の調節が必要な理由

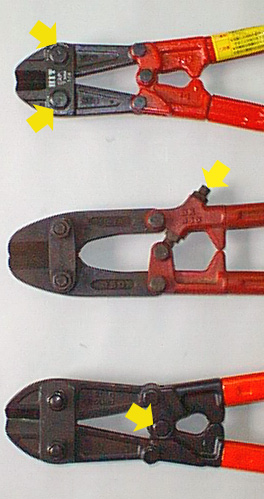
黄色矢印部調節機構　上;HIT 中;SUPER TOOL(旧型) 　下;RIDGID

ボルトクリッパの刃は、座金部より刃先端まで左右の刃面部の隙間が無く組み立てられ、使用中もその状態を維持できる事が本来の刃のあるべき状態である。しかし、製造時における加工寸法のバラツキや、使用し続ける事による各種ボルトや部品の穴径の磨耗による隙間の拡大、金属の疲労変形により左右の密着していた刃面は、徐々にハンドル側から見て逆ハの字に刃先端部から隙間ができてしまう。
刃元（座金に近い部分）や刃中央部である程度の太さと硬度の材料を切る際には、問題なく切断作業を継続する事ができるが、細い切断材や軟質棒材等の硬度の低い材料を隙間のできた刃で切断しようとした場合、切り残りが出来て切断が出来なくなってくる。その改善方法として使用中に出来た隙間を無くす機能として、各メーカがそれぞれ工夫を凝らした刃の調節機能が付いている。

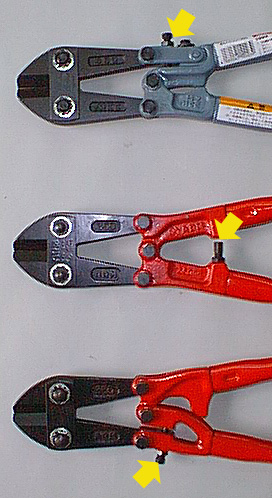
黄色矢印部調節機構　上;MCC 中;ARM 下;ARM

### 調節機構の方式
大きく分類して、調節を刃部で行うタイプと本体部で行うタイプの2種類がある。
本体部で行う主なタイプは本体の片側のみにその調節機能が付いているタイプと、本体の両側に付いているタイプ、そして左右本体取付ボルトを偏芯ボルトとして調節機能を持たせているタイプ等がある。
刃部で調節を行う方式を採用しているのは、国内ではHIT(東邦工機（株）)のみであり、その他のメーカは本体部での片側のみの調節方式または左右本体取付ボルトを偏芯ボルトとしているタイプを採用しているメーカが多い。HIT社の調節機構は、刃と座金の取付ボルトを偏芯ボルトとして、そのボルトを回転させる事により左右の刃を個々に刃面に対して前後方向に平行移動できるものであり、刃の隙間が全体に及んだ場合にその効力を最大限発揮できる。
本体部に調節機構のあるタイプは、刃の先端部の隙間が大きくなってきた場合、調節を行って先端部の隙間を小さくする事により刃面全体の調整を行うものである。このタイプのうち調節機構が片側のみのタイプの欠点は、調節する事によって刃の中心線と本体の中心線が平行で無くなりハンドルを開いた時に刃が偏って開いてしまう事である。片側のみの調節タイプは、国内品ではMCC(（株） 松阪鉄工所)・LOBTEX（ロブスター）・ARM産業・KTC・DOGYU（土牛産業）社等のメーカがある。国内トップシェアメーカはリンク機構調節方式のMCCだが、最近では長い歴史あるH.K.Porter（米国）の本体のタワミを利用した方式を採用（コピー）しているメーカの国内での躍進が見受けられる。この方式はARM産業・KTC・LOBTEX等も採用しており、最小の部品で構成が可能（製造上のコストメリットが大きい事と故障が少ない事）である。

### 使用目的による刃形状の選択
クサビ切断であるクリッパ刃の種類には、断面形状により「センタカット（両刃）」と「クリッパカット（片刃）」と呼ばれている2種類がある。
クリッパカットは、被切断材の切断面片側がセンタカットに比べより平坦に近い状態となり、障害物の近くでも切断ができる。硬度の高い材料や径の大きい材料を切る場合は、刃の強度の強いセンタカット刃を使用する。
刃先は、クサビ形状で先端部に平面部を設けている。切断時の荷重を小さくする為に、対象材を切断した時に一定の耐久性があり強度が保障できる範囲で、刃先平面幅寸法は小さく設定している。
ただし、硬い・太い切断材料用には刃先平面幅寸法が大きく設定され、刃に強度をもたせている。
米連邦政府一般調達局(GSA)のU.S. Federal specification number GGG-C-740d Type II.には、刃強度アップのため刃先が平面では無く角部をつぶして円弧形状としたラウンドエッジ(round edges)刃もある。

### 座金の効果
刃を支える金具は通常の単支点固定型のてこ利用の刃物(カッティングプライヤやニッパー等)とは支え方が違い、“座金”と呼ばれる左右の刃を跨る形の金具による複支点固定とする。座金と刃の強度の関係については、切断時の荷重が刃の横方向に働く力で刃が曲がる事を防ぐ効果がある。刃のグイチ（左右の刃面がずれた状態）や刃欠けを防ぎ、硬い材料を切断する等、ヘビーな使い方ができるので、その様な特殊な刃を持った商品も販売されている。

### 構成部品の歴史的変化
ボルトクリッパの本体とハンドル部は、当初「鋳造本体+木製ハンドル」で始まり「全体が鋳造品」が主流となっていたが、1970年頃に強度アップと軽量化を目的に「鍛造本体+鋼製パイプハンドル」の構成となった。
刃材質は、1984年ごろまでは、工具用炭素鋼材SKが一般的で全体熱処理と刃部の部分熱処理を施していた。しかし、両熱処理の境界部で刃が折れたり、刃先が欠けるという事があった。その後ばね鋼材SUPが使用されるようになり、刃が折れたり欠ける事は格段に減少した。

### 切断時のテクニック

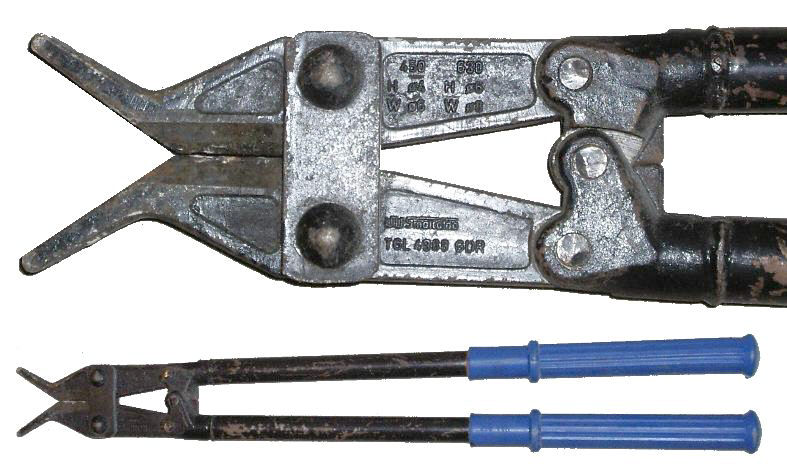
Barb Wire Cutter 第一次大戦中に開発され、鉄条網の切断に使用された。

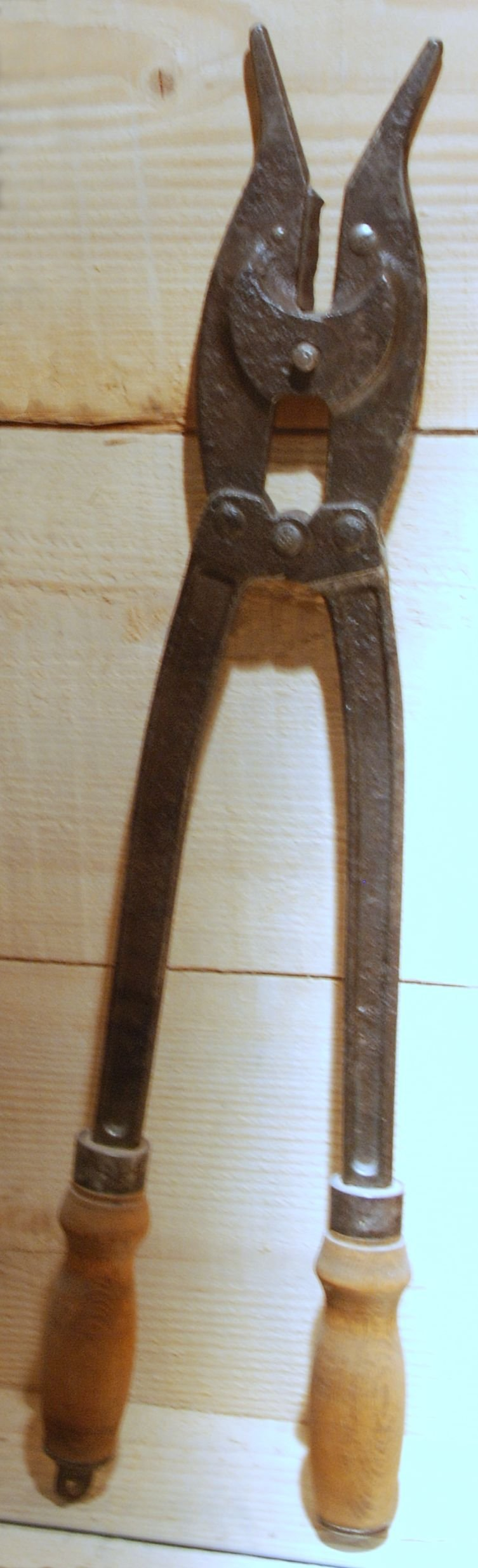
Military Wire Cutter

主目的の切断材は、棒鋼・鉄筋・番線等となっているが、角形状鋼材や亜鉛メッキ鋼縒り線（メッセンジャ・電柱支柱線等）、フェンスのバーも上手に使用すると切断する事が出来る。縒り線を切断する時は、縒りがばらけて刃から素線が飛び出したり切断時にはねかえって怪我をしない様に、電気工事用のビニルテープを切断部に巻いた後、テープごと切断すると上手く切る事が出来る。
また、硬い鋼材を切断すると切り離された短い材料は、まるで弾丸のように強い勢いで飛ぶため、注意が必要である。切断時に刃部と材料ごと厚めのウエス等でカバーしておくと良いだろう。

## 商品の呼び方
ボルトクリッパ（Bolt clippers）またはボルトカッタ（Bolt cutters）。
商品の呼び方は、JIS規格では「ボルトクリッパ」となっている。プロユーザは主に「クリッパ」と呼んでいる。英語で「クリッパ」は、大バサミと言う意味である。一般ユーザの方には「ボルトカッタ」と言った方がわかりやすい。また、外国英文カタログでの表示も「Bolt cutter」となっている。

## 最近のボルトクリッパ市場動向

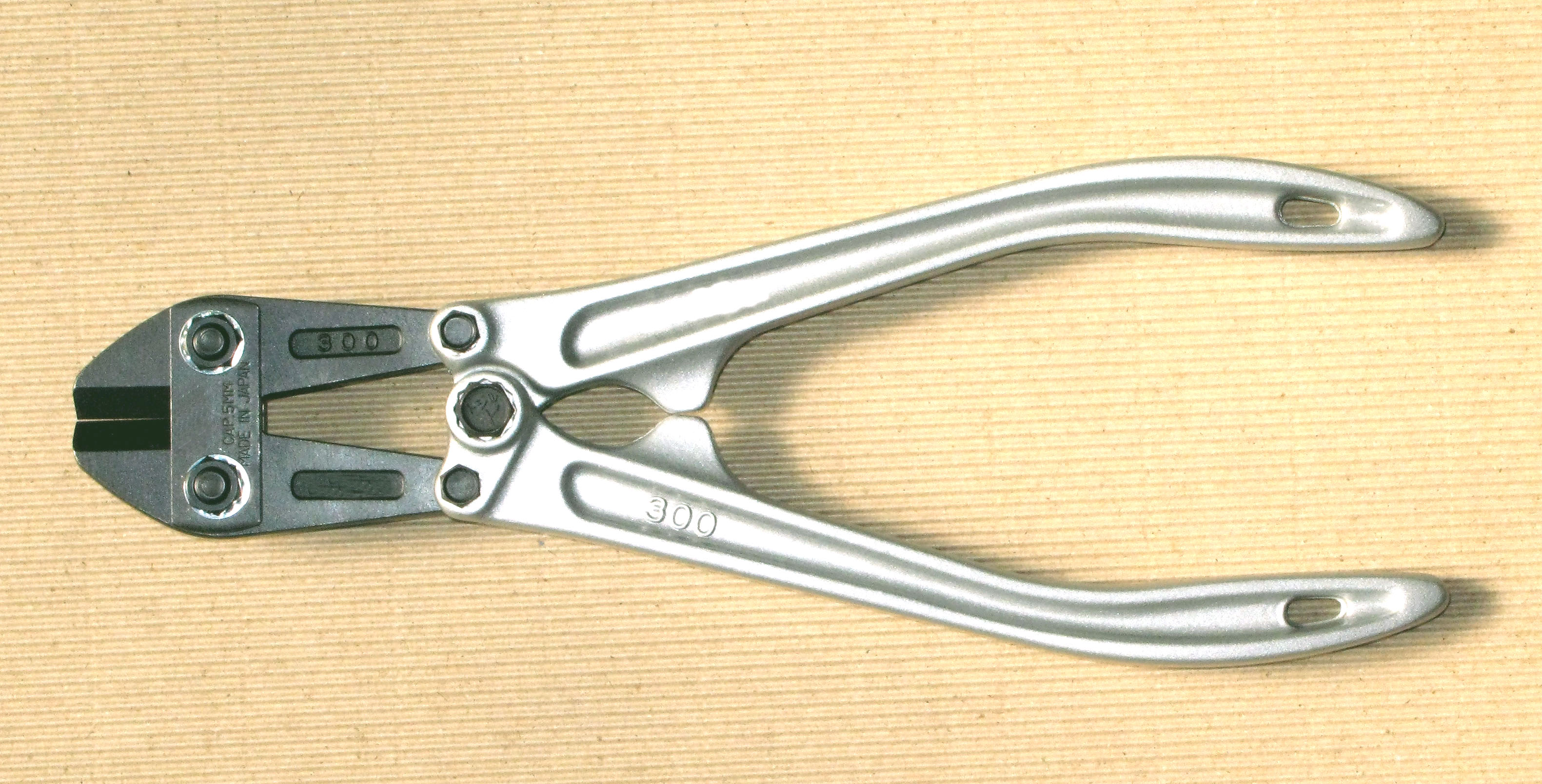
アルミ鍛造ハンドル300mm

ボルトクリッパは、JIS B 4643で規定されている商品であり、呼びサイズは全長を基準として、300・350・450・600・750・900・1050mmの7サイズがある。ただし、市場では、サイズを増やして同一目的の200（片手式）・250mmカッタも販売されている。
手動式の鉄筋カッタや油圧式電動カッタが無かった時代・高価格の時代には、大きなサイズのボルトクリッパで全ての棒状鋼材の切断を行っていたが、それらが安価で手に入る現在では、売れ筋としてはサイズ300mmアルミ鍛造ハンドル品がNo.1となっている。このサイズは、本体とハンドル材質も、アルミ鍛造品・アルミダイキャスト品など外観や製造コスト・軽量化を意識し、カラーも豊富な志向的商品も多くなってきている。
最近は、ISO9001の取得によりJISを取得していたメーカもJIS更新を取り止めるという現象が現れてきている。

### 新商品情報
- 2009年8月  MCC ボルトクリッパアルミ250mm　発売
- 2010年1月　DOGYU 磨きアルミボルトクリッパー250mm 曲がりハンドル (受注生産品)　発売

## 海外メーカについて
海外メーカとしては、HKP・ VBW・ RIDGID・ ALARM・ KNIPEX・KLEIN等がある。クリッパの品種・サイズの品揃えの多さでは、HKP社がNo.1である。
KRENN社の商品は特別な設計思想で、刃の調節機能は無く、刃が欠けたり磨耗で刃面に隙間が出来た場合は、刃チップと刃本体が、別々に構成組み立てされている刃チップを回転して取り付け、3回分の切断替え刃として使用できる。また、本体も全サイズ兼用でパイプハンドルもメーカ唯一の楕円パイプ断面形状で強度的に優位であり、長さのみを変えて全サイズ兼用としている。

### H.K.Porterのボルトクリッパについて
H.K.Porterは、1880年に設立されている。現在は、クーパーハンドツールen:Cooper Toolsに属している。
現在のタイプのボルトクリッパが何時発明されたかの確たる記録は無いが、HENRY K. POETERが1894年に発明・特許登録となったUSPTO Patent No.520896ではないかという事が1897年の Sears Roebuck & Co. カタログと関係付けて考えられる。
アメリカの科学誌ポピュラーサイエンスPopular Science 3 1925(出版社: Bonnier Corporation)の119ページと
Popular Science 3 1926の85ページによると、ボルトクリッパ(Bolt clipper)は、工場・道路工事・自動車整備・船上・鉄道・消防・電話工事・家庭等のあらゆる場所で使用する事が出来るボルト・鉄筋・ワイヤ・鋼材等の切断万能工具として作業時間を短縮する事の出来る効率の良い工具としてH.K.Porter,Inc.のEverett,Mass.,U.S.Aが発表している。

## 主なメーカー

### 国内
- MCC （株）松阪鉄工所
- HIT 東邦工機（株）
- LOBTEX （株）ロブテックス
- ARM (株)アーム産業
- KTC 京都機械工具（株）
- DOGYU

### 海外
- HKP クーパーツール（アメリカ）
- VBW
- RIDGID リッジ（アメリカ）
- ALARM
- KNIPEX クニペックス
- KRENN